# ميتسومامه
ميتسومامه (باليابانية: みつまめ) هي حلوى يابانية. مصنوعة من مكعبات صغيرة من جيلي الأغار، وهو جلي أبيض شفاف مصنوع من الطحالب الحمراء أو الأعشاب البحرية. يذوب الأغار مع الماء (أو عصير الفاكهة مثل عصير التفاح) لصنع الجيلي. يتم تقديمه في وعاء مع البازلاء الحمراء المسلوقة (أو أحيانًا فاصولياء الازوكي) ، وغالبًا غيوهي وشيراتاما دانغو ومجموعة متنوعة من الفواكه مثل شرائح الخوخ وبرتقال ساتسوما وقطع الأناناس والكرز. عادة ما يأتي الميتسومامه مع وعاء صغير من الشراب الأسود الحلو، كوروميتسو، والذي يُسكب على الجيلي قبل الأكل. عادة ما يتم تناول ميتسومامه بالملعقة والشوكة.

## الاختلافات
توجد بعض الاختلافات في هذه الحلوى. 
- أنميتسو هو ميتسومامه مع معجون الفاصوليا، الـ "أن" تعني معجون فاصولياء الازوكي الحلو أو أنكو.
- ماميكان هو ميتسومامه بدون فواكهه.
- كريم ميتسومامه هو ميتسومامه مع الآيس كريم في الأعلى.
- ميتسومامه الفواكه هو ميتسومامه مع الفواكه.
- قهوة ميتسومامه هو ميتسومامه مع جيلي القهوة.

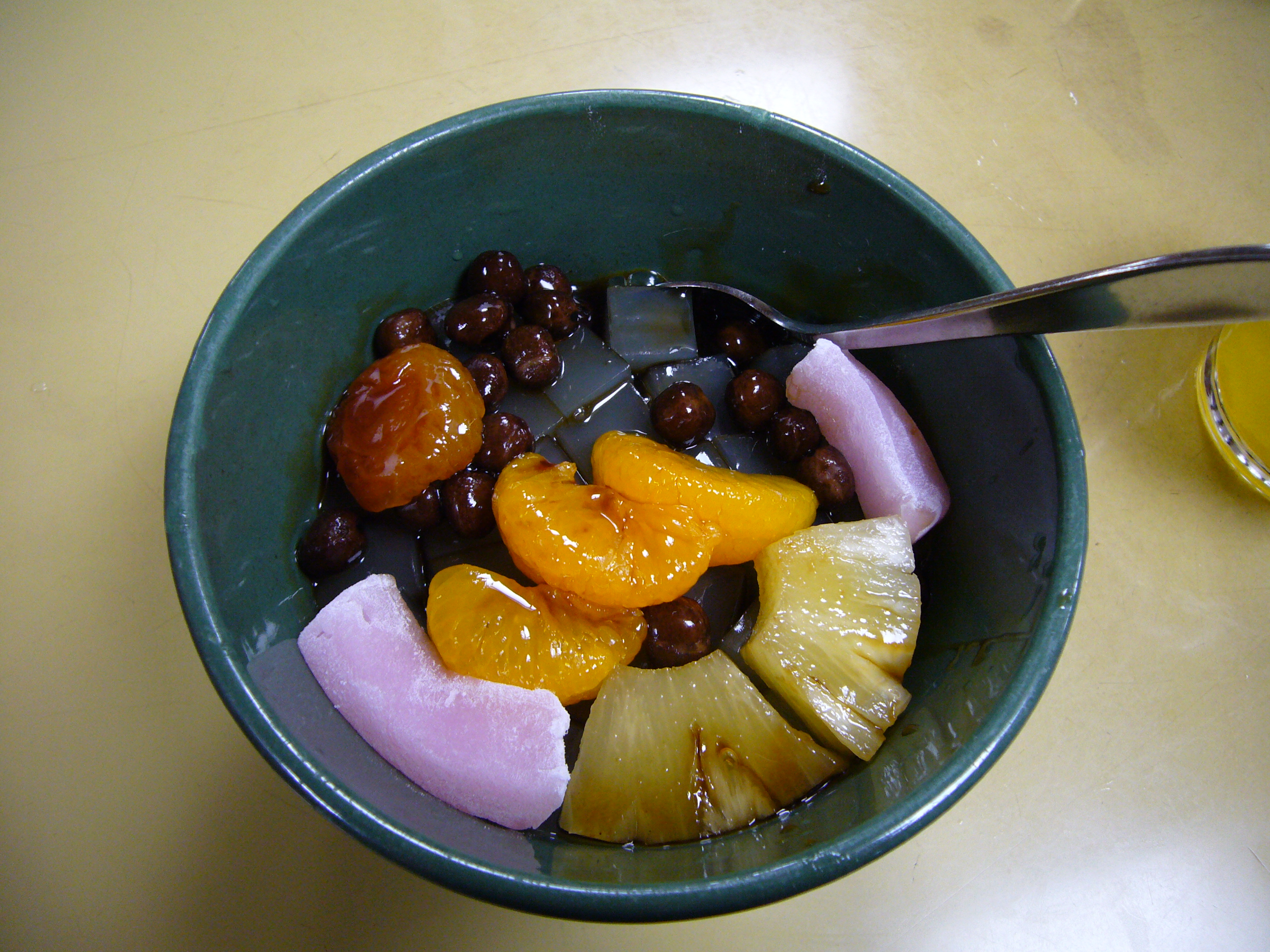
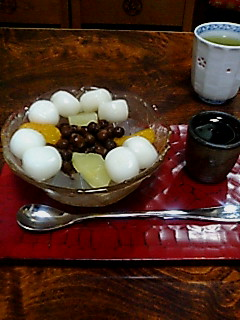

## تاريخيا
النموذج الأولي لميتسومامه هو حلوى للأطفال تم بيعها حتى نهاية فترة إيدو. النوع الحالي نشأ في عام 1903. نشأ أنميتسو في عام 1930.